# 男衾郡
- 令制国一覧 > 東海道 > 武蔵国 > 男衾郡
- 日本 > 関東地方 > 埼玉県 > 男衾郡

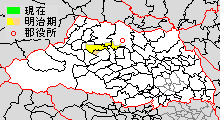
埼玉県男衾郡の範囲（薄黄：後に他郡から編入された区域）

男衾郡（おぶすまぐん）は、埼玉県（武蔵国）にあった郡。東武東上線男衾駅などにその名をとどめる。

## 郡域
現在の行政区画では概ね以下の区域に相当する。
- 熊谷市（大字小江川、野原、須賀広、千代、柴、板井、塩および江南中央一 - 三丁目の一部。旧小原村）
- 深谷市（荒川以南の全域。旧本畠村）
- 大里郡寄居町（大字金尾、風布を除く荒川以南の全域）
- 比企郡小川町（大字西古里、鷹巣）

## 歴史

### 古代
- 7世紀ごろ - 武蔵国の郡として成立。

古墳群が多い北武蔵でも特に多く、野原古墳群（「踊る埴輪」が出土）、塩古墳群、鹿島古墳群など。延喜式神名帳に3社（小被、出雲乃伊波比、稲乃賣神社）記されているなど、人口も多かったとみられる。ただし、中世以降に郡域の変更が重なったため、明治期と古代では範囲も異なる。

### 近代以降の沿革
- 「旧高旧領取調帳」に記載されている明治初年時点での支配は以下の通り。●は村内に寺社領が存在。幕府領は木村飛騨守支配所（関東在方掛）が管轄。（33村）

| 知行         | 知行                     | 村数 | 村名 |
| ------------ | ------------------------ | ---- | --- |
| 幕府領       | 幕府領                   | 14村 | 折原村、●赤浜村、木呂子村、●白岩村、木持村、内宿村、甘粕村、関山村、保田原村、露梨子村、小園村、富田村、牟礼村、靭負村 |
| 幕府領       | 旗本領                   | 9村  | ●今市村、秋山村、三品村、西ノ入村、木部村、勝呂村、●野原村、小江川村、塩村                                             |
| 幕府領       | 幕府領・旗本領           | 7村  | 千代村、柴村、板井村、●本田村、●畠山村、鷹巣村、須賀広村                                                               |
| 幕府領・藩領 | 幕府領・旗本領・武蔵忍藩 | 1村  | 西古里村 |
| その他       | 寺社領                   | 2村  | 立原村、藤田村 |

- 慶応4年
  - 6月17日（1868年8月5日） – 関東在方掛の旧岩鼻陣屋に岩鼻県が設置され、木村支配所管轄の幕府領の一部（靭負村・野原村・須賀広村を除く全域）を引き続き管轄するとともに、下記5村を除く旗本領、寺社領のうち立原村を管轄。
  - 6月19日（1868年8月7日） - 忍藩士の山田政則が武蔵知県事に就任。幕府領・旗本領のうち靭負村・野原村・小江川村・塩村・須賀広村、寺社領のうち藤田村を管轄。
- 明治2年
  - 1月10日（1869年2月20日） - 山田政則知県事が宮原忠英に交代。
  - 1月13日（1869年2月23日） - 武蔵知県事・宮原忠英の管轄区域に大宮県（県庁は東京府馬喰町）を設置。
  - 9月29日（1869年11月2日） - 県庁が浦和に置かれ浦和県に改称。
- 明治4年
  - 7月14日（1871年8月29日） - 廃藩置県により、藩領が忍県となる。
  - 11月14日（1871年12月25日） - 第1次府県統合により、全域が入間県の管轄となる。
- 1873年（明治6年）
  - 6月15日 - 入間県が群馬県（第1期）と合併して熊谷県となる。
  - 白岩村・木持村・内宿村・甘粕村・関山村が合併して鉢形村となる。（29村）
- 1876年（明治9年）8月21日 - 第2次府県統合により、熊谷県が武蔵国の管轄地域を埼玉県に合併して群馬県（第2期）に改称。当郡域は埼玉県の管轄となる。
- 1879年（明治12年）3月17日 - 郡区町村編制法の埼玉県での施行により、行政区画としての男衾郡が発足。大里郡熊谷宿に設置された大里郡役所が管轄。

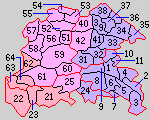
21.男衾村 22.折原村 23.鉢形村 24.小原村 25.本畠村（紫：熊谷市 桃：深谷市 赤：寄居町 1 - 11は大里郡 31 - 42は幡羅郡 51 - 64は榛沢郡）

- 1889年（明治22年）4月1日 - 町村制の施行により、以下の村が発足。（5村）
  - 男衾村 ← 富田村、牟礼村、今市村、赤浜村、西古里村、鷹巣村（現寄居町）
  - 折原村 ← 折原村、立原村、三品村、秋山村、西ノ入村（現寄居町）
  - 鉢形村 ← 鉢形村、保田原村、小園村、露梨子村（現寄居町）
  - 小原村 ← 小江川村、野原村、須賀広村、千代村、柴村、板井村、塩村（現熊谷市）
  - 本畠村 ← 本田村、畠山村（現深谷市）
  - 木部村・木呂子村・勝呂村・靱負村が比企郡竹沢村の一部となる。
  - 藤田村が榛沢郡寄居町の一部となる。
- 1896年（明治29年）4月1日 - 大里郡・幡羅郡・榛沢郡・男衾郡の区域をもって、改めて大里郡が発足。同日男衾郡廃止。

## 行政
大里・男衾・幡羅・榛沢郡長
| 代 | 氏名 | 就任年月日                | 退任年月日                | 備考                                           |
| -- | ---- | ------------------------- | ------------------------- | ---------------------------------------------- |
| 1  |      | 明治11年（1879年）3月17日 |                           |                                                |
|    |      |                           | 明治29年（1896年）3月31日 | 大里郡・幡羅郡・榛沢郡との合併により男衾郡廃止 |